# Běh do schodů
Chůze do schodů (anglicky stair climbing) je aktivita vhodná pro lidi, kteří se snaží znovu dostat se do formy. Podle jedné studie založené na průměrné spotřebě kyslíku a srdeční frekvenci, vynakládá průměrný člověk na jeden vzestupný krok (15 cm) 0,46 kJ 
Běh do schodů existuje jako sport, ve kterém se každoročně po celém světě konají závody (například v newyorské věži Empire State Building či benidormské Gran Hotel Bali). V září 2014 absolvoval Christian Riedl 71 výstupů na frankfurtskou Tower 185 za dvanáct hodin (celkem více než třináct kilometrů).